# Inodrillia nucleata
Inodrillia nucleata é uma espécie de gastrópode do gênero Inodrillia, pertencente a família Horaiclavidae.